# Reina Tanaka
Reina Tanaka (田中 れいな Tanaka Reina, vero nome 田中 麗奈 Reina Tanaka) (Prefettura di Fukuoka, 11 novembre 1989) è una cantante, doppiatrice, modella e attrice giapponese.
Membro della sesta generazione del gruppo J-pop Morning Musume.. Il suo nome d'arte è scritto in hiragana per distinguerla dalla attrice giapponese Rena Tanaka, il cui nome è scritto con lo stesso kanji, anche se con una diversa lettura.

## Biografia
Nel 2001 fece un'audizione per entrare nel gruppo J-pop Morning Musume, ma si scoprì che era minorenne, quindi dovette rinunciare. Riprovò nel 2002 e questa volta ci riuscì, nella cosiddetta "sesta generazione", insieme a Eri Kamei, Sayumi Michishige e Miki Fujimoto. Reina Tanaka divenne voce principale per il singolo Shabondama.
Nel 2003 fu scelta come leader delle Aa!, insieme a Miyabi Natsuyaki e Airi Suzuki, pubblicando un solo singolo, First Kiss.Lasciò il gruppo per un tempo indeterminato, consegnando quindi il ruolo di leader a Miyabi Natsuyaki, e, sostituita poco tempo dopo da Saho Akari. In seguito divenne leader del gruppo, High-King.
Il 28 marzo 2008, fu annunciato che avrebbe prestato la voce per il doppiaggio ad un personaggio della quarta serie dell'anime, Onegai My Melody Kirara. Nel 2009 venne annunciato che avrebbe prestato la sua voce, sempre per un doppiaggio, nell'anime Kaito Reinya, della protagonista Renya, principalmente pensato al modello di Reina Tanaka. Lo spettacolo è iniziato l'8 gennaio 2010.
Il 18 novembre 2012, Tanaka ha annunciato che si sarebbe distaccata, alla fine dei Tour Primaverile del 2013 delle Morning Musume, lasciandole definitivamente il 21 maggio 2013. Si concentrerà sul suo gruppo attuale, lo J-rock 'LoVendoЯ', pubblicando anche il loro primo singolo.

## Pubblicazioni

### Photobooks
| # | Titolo | Data pubblicazione | Pubblicati      | ISBN                                      | Photobook informazioni                       |
| - | --- | ------------------ | --------------- | ----------------------------------------- | -------------------------------------------- |
| – | Hello Hello! Morning Musume 6th Generation Members Shashinshū (ハロハロ! モーニング娘。6期メンバー写真集?) | 15 luglio 2003     | Kadokawa Shoten | ISBN 4-04-894251-4                        | Photobook con Eri Kamei e Sayumi Michishige. |
| 1 | Reina Tanaka (田中れいな写真集「田中れいな」?)                                                             | 11 novembre, 2004  | Wani Books      | ISBN 4-8470-2834-1                        | Primo photobook.                             |
| 2 | Reina (田中れいな写真集「れいな」?)                                                                        | 15 ottobre, 2005   | Wani Books      | ISBN 4-8470-2890-2                        | Secondo photobook.                           |
| 3 | Shōjo R (田中れいな写真集「少女R」?)                                                                       | 10 maggio, 2006    | Wani Books      | ISBN 4-8470-2932-1                        | Terzo photobook.                             |
| 4 | Alo Hello! Reina Tanaka Shashinshū (アロハロ！田中れいな写真集?)                                           | 1º febbraio, 2007  | Kadokawa Shoten | ISBN 4-04-894483-5 ISBN 978-4-04-894483-0 | Quarto photobook. Fotografie in Hawaii.      |
| 5 | Girl (田中れいな写真集「GIRL」?)                                                                           | 27 settembre, 2007 | Wani Books      | ISBN 978-4-8470-4041-2                    | Quinto photobook.                            |
| – | Re:(Return) (田中れいな写真集全集『Re:（リターン）』?)                                                     | 27 febbraio, 2008  | Wani Books      | ISBN 978-4-8470-4067-2                    | Compilazione Photobook.                      |
| 6 | Very Reina (田中れいな写真集「VERY REINA」?)                                                               | 25 ottobre, 2008   | Wani Books      | ISBN 978-4-8470-4129-7                    | Sesto photobook.                             |
| 7 | Kira★Kira ((田中れいな写真集「きら★きら」)?)                                                               | 9 maggio, 2012     | Kids Net        | ISBN 978-4-04-895448-8                    | Settimo photobook.                           |

### DVD
- Alo Hello! Reina Tanaka DVD (アロハロ！田中れいな DVD? Pubblicato il 14 febbraio 2007)
- Real Challenge!! (Pubblicato nell'ottobre 2008)

## Azioni

### Film
- Hoshisuna no Shima, Watashi no Shima ~Island Dreamin'~ (星砂の島、私の島～Island Dreamin'～? Pubblicato il 29 settembre, 2004)

### Drama
- Sūgaku Joshi Gakuen

### Musical
- Ribbon no Kishi: The Musical (リボンの騎士 ザ ミュージカル? 2006)
- Cinderella the Musical (シンデレラtheミュージカル? 2008) – As Stepsister Joy

## Televisione
Tutti gli spettacoli elencati sono stati trasmessi dalla TV Tokyo Corporation, con l'eccezione di Reinya Kaito, che era in onda su ANN's KBC canale TV ANN's KBC TV channel.
| Show                                                                                                 | Inizio data        | Fine data                   |
| --- | ------------------ | --------------------------- |
| Hello! Morning (ハロー！モーニング。?)                                                               | 2003               | 1º aprile, 2007             |
| Sore Yuke! Gorokkies (それゆけ!ゴロッキーズ?)                                                        | 29 settembre, 2003 | 26 dicembre, 2003           |
| Futarigoto (二人ゴト?)                                                                               | 1º giugno, 2004    | 4 giugno, 2004              |
| Futarigoto (二人ゴト?)                                                                               | 18 agosto, 2004    | 26 agosto, 2004             |
| Musume Dokyu! (娘DOKYU!?)                                                                            | 23 maggio, 2005    | 29 settembre, 2006          |
| Uta Doki! Pop Classics (歌ドキッ！POP CLASSICS?)                                                     | 2 ottobre, 2006    | 17 marzo, 2008              |
| Haromoni@ (ハロモニ@?)                                                                               | 8 aprile, 2007     | 28 settembre, 2008          |
| Onegai My Melody Kirara (Voce) (おねがい♪マイメロディ きららっ☆?)                                    | 6 aprile, 2008     | 29 marzo, 2009              |
| Yorosen! (よろせん!?)                                                                                | 6 ottobre, 2008    | 27 marzo, 2009              |
| Kaitō Reinya (怪盗レーニャ?) (Voce)                                                                  | 8 gennaio, 2010    | 26 marzo, 2011 (in corso)   |
| Dragons of Wonderhatch (ワンダーハッチ -空飛ぶ竜の島-?, Wonderhatch -Sora-Tobu Ryû no Shima-) (Voce) | 20 dicembre 2023   | 20 dicembre 2023 (in corso) |

### Radio
| Programma                                                                  | Inizio data     | Fine data          | Stazione  |
| -------------------------------------------------------------------------- | --------------- | ------------------ | --------- |
| TBC Fun Fīrudo Mōretsu Mōdasshu (TBC Funふぃーるど・モーレツモーダッシュ?) | 18 aprile, 2005 | 29 aprile, 2005    | TBC Radio |
| TBC Fun Fīrudo Mōretsu Mōdasshu (TBC Funふぃーるど・モーレツモーダッシュ?) | 16 maggio, 2005 | 27 aprile, 2005    | TBC Radio |
| Hello Pro Yanen!! (ハロプロやねん!!?)                                      | 26 giugno, 2005 | 22 settembre, 2008 | ABC Radio |
| Five Stars                                                                 | 3 ottobre, 2007 | 25 febbraio, 2010  | InterFM   |